# Goddardovo kosmické středisko

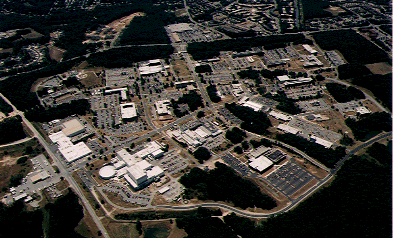
Areál Goddardova kosmického střediska

Goddardovo kosmické středisko (anglicky Goddard Space Flight Center - GSFC) je hlavním výzkumným střediskem NASA, založeným 1. května 1959 jako první centrum NASA pro vesmírné lety. GSFC zaměstnává přibližně 10 000 zaměstnanců a dodavatelů a nachází se přibližně 10 kilometrů severovýchodně od Washington, D.C. v Marylandu v USA. Středisko je pojmenováno po Robertu H. Goddardovi, jednom z průkopníků výzkumu moderního raketového pohonu.
GSFC jsou největší organizací kombinující vědce a inženýry, specializující se na zvyšování znalostí o Zemi, Sluneční soustavě a vesmíru v USA. GSFC je hlavní americkou laboratoří pro vývoj a provoz bezpilotních vědeckých kosmických těles. Vědec GSFC John Mather spoluzískal v roce 2006 Nobelovu cenu za fyziku pro svou práci na družici COBE. GSFC funguje také ke sledování těles a sběru dat a satelitního systému pro National Oceanic a Atmospheric Administration (NOAA).
GSFC řídí provoz po mnoho mezinárodních projektů a projektů pro NASA včetně Hubbleova vesmírného dalekohledu (HST), Program Explorer, Program Discovery a další. V minulosti středisko spravovalo Comptonovu gama observatoř, družici COBE a další.
Zpravidla platí, že bezpilotní vědecké mise a observatoře na oběžné dráze Země jsou řízeny z GSFC, zatímco planetární bezpilotní mise řídí Jet Propulsion Laboratory (JPL).